# Polopos (Granada)

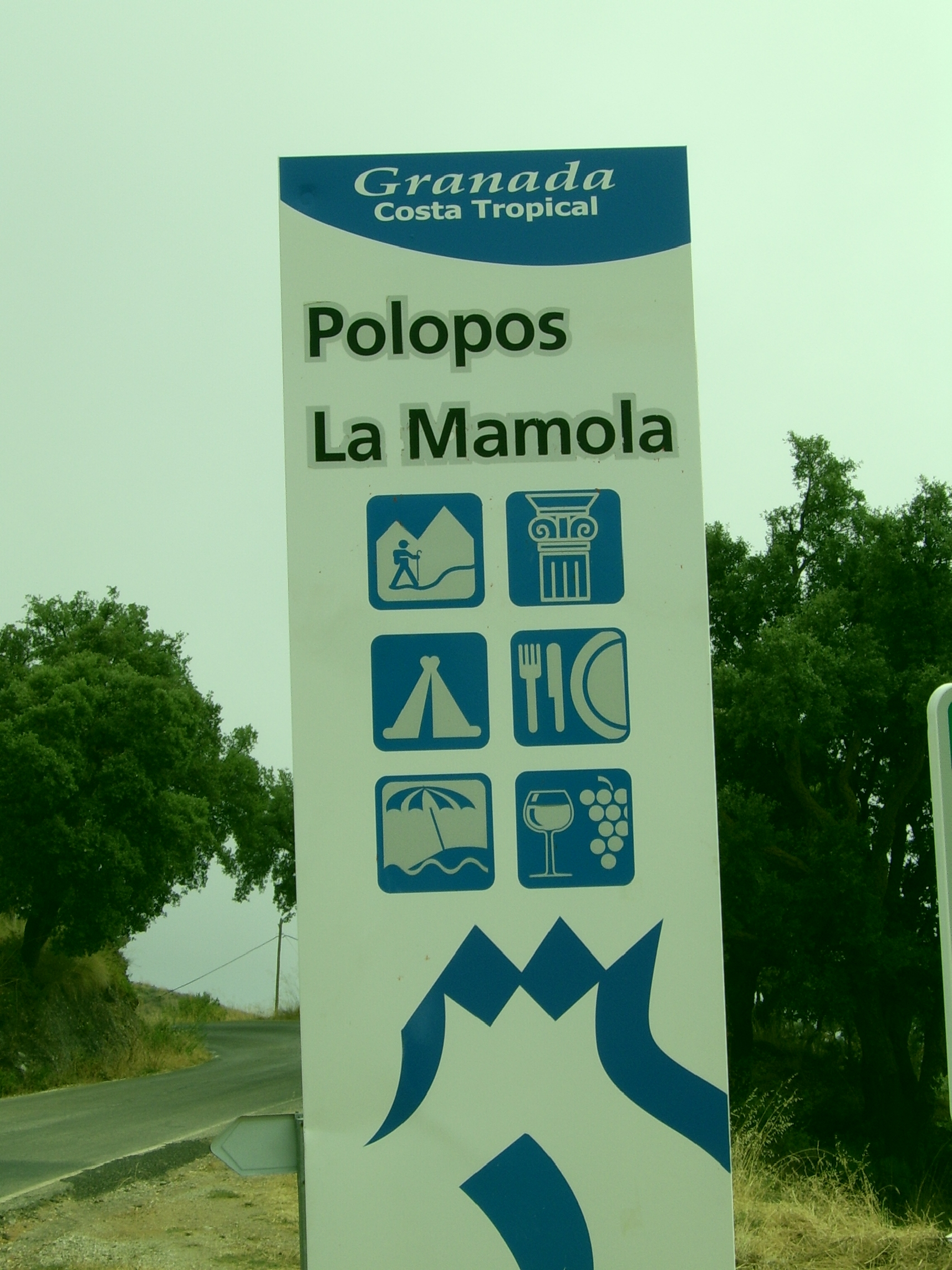
Entrada de Polopos

Polopos es una localidad y municipio español situado en la parte oriental de la comarca de la Costa Granadina, en la provincia de Granada, comunidad autónoma de Andalucía. A orillas del mar Mediterráneo, este municipio limita con los de Rubite, Órgiva, Torvizcón y Sorvilán.
El municipio polopero comprende los núcleos de población de La Mamola —capital municipal—, La Guapa, Polopos, Castillo de Baños de Arriba, Haza del Trigo y Castillo de Baños de Abajo.

## Toponimia
Su topónimo deriva del latín Populus, que significa «chopo». El único gentilicio que se emplea es el de polopero/a.

## Símbolos
Polopos cuenta con un escudo y bandera adoptados de manera oficial el 18 de octubre de 1991 y el 5 de diciembre de 1998 respectivamente.

### Escudo
Su descripción heráldica es la siguiente:

De oro (amarillo), una torre de piedra acompañada de dos álamos, todo sobre una terraza y en sus colores naturales; en la torre, una bandera de gules (rojo) cargada con un zapato jaquelado de oro y sable (negro). En la punta, ondas de azur (azul) y plata (blanco) y resaltado de ellas, un pez de su color. Va timbrado el escudo con la corona real española.

### Bandera
La enseña del municipio tiene la siguiente descripción:

Bandera rectangular de proporciones 2:3, formada por tres franjas verticales en proporciones 1/4, 1/2 y 1/4, siendo las exteriores rojas y ajedrezadas de 25 piezas, 13 negras y 12 blancas, en cinco filas y cinco columnas la central.

## Historia
Polopos perteneció al Estado de Cehel de las Alpujarras, dentro del Reino de Granada. Tras la Reconquista cristiana la zona pasó a formar parte del Señorío de Albuñol. La expulsión de los moriscos y la reconversión agrícola dio a Polopos su aspecto actual, donde la vid y la viticultura dotaron a la zona de una importante economía.
Por su proximidad a la costa y la amenaza continua de corsarios hizo que se desarrollase en la zona una arquitectura militar, la cual dio lugar a La Mamola, núcleo a orillas del mar que se encontraba bajo la protección de la Torre del Cautor, del siglo XVI. De igual modo es destacable la construcción en el siglo XVIII del Castillo de Baños, junto al cual se ubicó un núcleo con el mismo nombre.
En diciembre de 1988 Polopos fue la última localidad española en sustituir el centro manual de Telefónica por una central automática culminando la total automatización del servicio telefónico en España.

## Geografía
Integrado en la comarca de Costa Granadina, la localidad de La Mamola, sede del ayuntamiento, se sitúa a 90 kilómetros de la capital provincial. El término municipal está atravesado por la autovía A-7 y la carretera N-340 entre los pK 360 y 363. 
El municipio está dispuesto de forma alargada en dirección norte-sur, abarcando desde las cumbres de la sierra de la Contraviesa hasta la costa del mar Mediterráneo, quedando definidos en este territorio la rambla de Haza del Trigo y el barranco de Polopos, que discurren paralelos hacia el sur, desembocando en el mar Mediterráneo. El núcleo de Polopos, que se alza a 800 metros sobre el nivel del mar, se ha desarrollado al pie de la carretera local constituyendo un entramado urbano de estrechas calles empinadas y manzanas irregulares que acogen casas encaladas, conformando un bello enclave en el cual se puede observar la tipología alpujarreña, al haberse dado pocas transformaciones en el núcleo.
La altitud del municipio oscila entre los 1452 metros, en el corazón de la sierra de la Contraviesa, y el nivel del mar, en la playa de La Mamola.
| Noroeste: Órgiva                    | Norte: Torvizcón y Sorvilán | Noreste: Sorvilán                    |
| Oeste: Rubite                       | Puntos cardinales           | Este: Sorvilán                       |
| Suroeste: Rubite y Mar Mediterráneo | Sur: Mar Mediterráneo       | Sureste: Sorvilán y Mar Mediterráneo |

## Demografía
Polopos cuenta con una población de 1671 habitantes (INE 2024).
| Gráfica de evolución demográfica de Polopos entre 1842 y 2021                                                       |
| |
| Población de derecho según los censos de población del INE Población de hecho según los censos de población del INE |

| Nacionalidad | Hombres | Mujeres | Total | %      | Proporción |
| ------------ | ------- | ------- | ----- | ------ | ---------- |
| Española     | 548     | 504     | 1052  | 64.5 % |            |
| Extranjera   | 352     | 226     | 578   | 35.4 % |            |

Según el Instituto Nacional de Estadística de España, en 2019 Polopos contaba con 1756 habitantes censados, que se distribuyen de la siguiente manera:
| Unidad poblacional          | Hab. |
| --------------------------- | ---- |
| La Mamola                   | 1090 |
| La Guapa                    | 270  |
| Polopos                     | 113  |
| Castillo de Baños de Arriba | 104  |
| Haza del Trigo              | 97   |
| Castillo de Baños de Abajo  | 82   |
| TOTAL                       | 1756 |

## Economía

### Evolución de la deuda viva municipal
El concepto de deuda viva contempla sólo las deudas con cajas y bancos relativas a créditos financieros, valores de renta fija y préstamos o créditos transferidos a terceros, excluyéndose, por tanto, la deuda comercial.
| Gráfica de evolución de la deuda viva del Ayuntamiento de Polopos entre 2008 y 2023                |
| |
| Deuda viva del Ayuntamiento de Polopos, en miles de euros, según datos del Ministerio de Hacienda. |

## Política
Los resultados en Polopos de las últimas elecciones municipales, celebradas en mayo de 2023, son:
| Elecciones Municipales - Polopos (2023) | Elecciones Municipales - Polopos (2023)  | Elecciones Municipales - Polopos (2023) | Elecciones Municipales - Polopos (2023) | Elecciones Municipales - Polopos (2023) |
| Partido político                        | Partido político                         | Votos                                   | %Válidos                                | Concejales                              |
| --------------------------------------- | ---------------------------------------- | --------------------------------------- | --------------------------------------- | --------------------------------------- |
|                                         | Partido Popular (PP)                     | 459                                     | 58,17%                                  | 5                                       |
|                                         | Partido Socialista Obrero Español (PSOE) | 324                                     | 41,06%                                  | 4                                       |

## Servicios

### Sanidad
Polopos pertenece a la zona básica de salud de Albuñol, en el distrito sanitario de Granada Sur. El municipio cuenta con dos consultorios médicos.

### Educación
Los centros educativos que hay en el municipio son:
| Denominación genérica | Nombre del centro    | Naturaleza |
| --------------------- | -------------------- | ---------- |
| Escuela infantil      | EI Arco Iris         | Público    |
| Colegio público rural | CPR Sánchez Mariscal | Público    |